# 点头

点头

点头，是一种以颈部为基点，将头部上下移动的人类禮儀，在绝大部分人类社会中表示“是”，即赞同、接受或者理解。但是在少数文化（如阿爾巴尼亞、保加利亚、斯里兰卡）中，点头却是表示“不”（与之相反的是在这些国家里表示“是”的动作却是摇头——绝大多数国家表示“不”的动作）。
1872年，查尔斯·达尔文在其《人类和动物如何表达感情》（The Expression of the Emotions in Man and Animals）一书中对“点头”进行了初步研究。他通过与世界各地的传教士通信发现，各地文化中几乎都以“点头”表示“是”。
对于这一礼节的来源并无定论，有一说认为这是出自人类婴儿期的本能，当人类婴儿寻找母亲的乳汁时，往往会不自觉地做出点头动作，而当其不需要乳汁时，则会摇摆头部。另一说则认为点头是鞠躬的简化式。